# SDR16C5
SDR16C5 (англ. Short chain dehydrogenase/reductase family 16C member 5) – білок, який кодується однойменним геном, розташованим у людей на 8-й хромосомі. Довжина поліпептидного ланцюга білка становить 309 амінокислот, а молекулярна маса — 34 095.
| 10         |  | 20         |  | 30         |  | 40         |  | 50         |
| ---------- |  | ---------- |  | ---------- |  | ---------- |  | ---------- |
| MSFNLQSSKK |  | LFIFLGKSLF |  | SLLEAMIFAL |  | LPKPRKNVAG |  | EIVLITGAGS |
| GLGRLLALQF |  | ARLGSVLVLW |  | DINKEGNEET |  | CKMAREAGAT |  | RVHAYTCDCS |
| QKEGVYRVAD |  | QVKKEVGDVS |  | ILINNAGIVT |  | GKKFLDCPDE |  | LMEKSFDVNF |
| KAHLWTYKAF |  | LPAMIANDHG |  | HLVCISSSAG |  | LSGVNGLADY |  | CASKFAAFGF |
| AESVFVETFV |  | QKQKGIKTTI |  | VCPFFIKTGM |  | FEGCTTGCPS |  | LLPILEPKYA |
| VEKIVEAILQ |  | EKMYLYMPKL |  | LYFMMFLKSF |  | LPLKTGLLIA |  | DYLGILHAMD |
| GFVDQKKKL  |  |            |  |            |  |            |  |            |

A: Аланін

C: Цистеїн

D: Аспарагінова кислота

E: Глутамінова кислота

F: Фенілаланін

G: Гліцин

H: Гістидин

I: Ізолейцин

K: Лізин

L: Лейцин

M: Метіонін

N: Аспарагін

P: Пролін

Q: Глутамін

R: Аргінін

S: Серин

T: Треонін

V: Валін

W: Триптофан

Кодований геном білок за функцією належить до оксидоредуктаз. 
Задіяний у такому біологічному процесі, як альтернативний сплайсинг. 
Білок має сайт для зв'язування з НАД, НАДФ. 
Локалізований у мембрані, ендоплазматичному ретикулумі.